# Speyside Cooperage

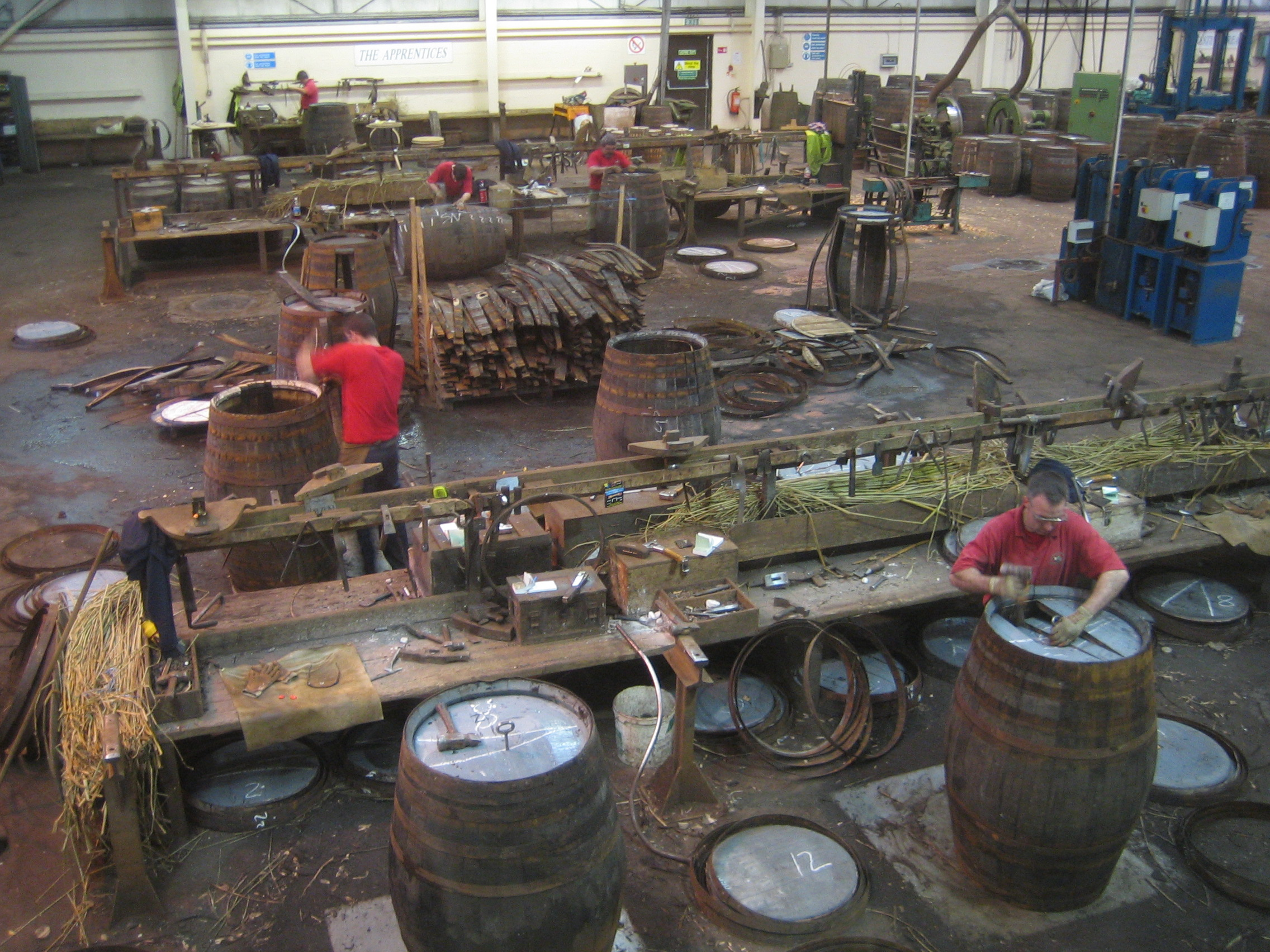
Blick von der Besuchergalerie in die Werkhalle der Speyside Cooperage

Die Speyside Cooperage ist die einzige schottische Böttcherei, die Whiskyfässer herstellt und repariert. Sie liegt in Craigellachie (schottisch-gälisch Creag Eileachaidh), einem Dorf in der schottischen Council Area Moray in der Whisky-Region Speyside.
Das Unternehmen wurde 1947 gegründet und 2008 an die französische Firma Tonnellerie François Frères verkauft.
Jährlich werden derzeit circa 150.000 Eichenfässer produziert. Nur ein sehr kleiner Anteil davon sind Neuanfertigungen, das überwiegende Geschäft besteht in der Aufarbeitung gebrauchter Fässer. Dabei handelt es sich zum einen um Fässer, die aus der Bourbon-, Sherry- und Portweinproduktion stammen. Zum anderen werden alte Whiskyfässer, deren Holz nach mehrmaliger Verwendung keine Aromen mehr abgibt, durch Abschleifen und Verkohlen für einen erneuten Einsatz wieder aufbereitet.
Speyside Cooperage hat ein eigenes Besucherzentrum und ist als einzige Küferei Teil des Malt Whisky Trail. Bei Besichtigungstouren kann die Arbeit an den Fässern von einer Besuchergalerie aus beobachtet werden.

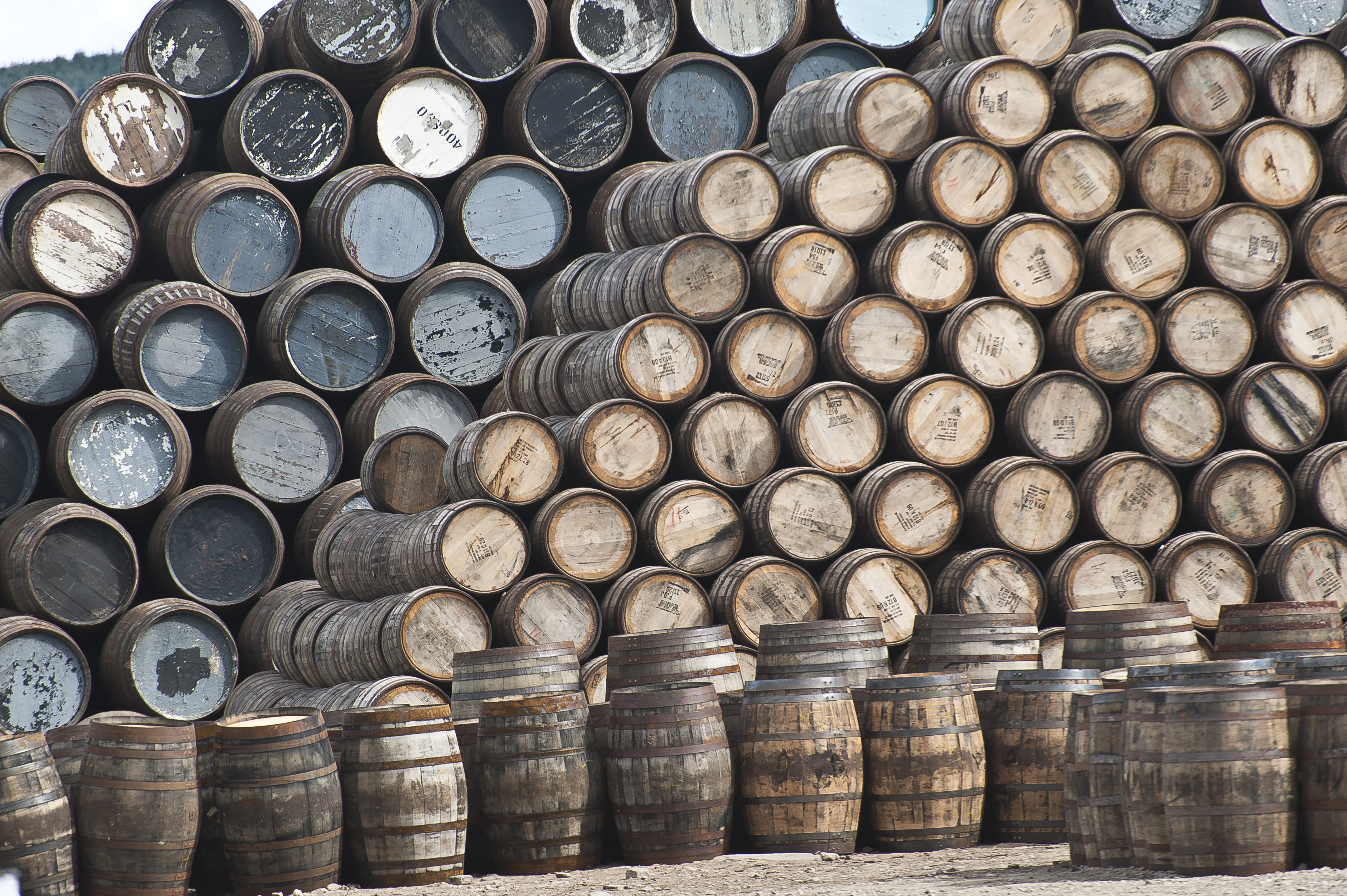
Fasslager im Freien